# Balta spinea
Balta spinea es una especie de cucaracha del género Balta, familia Ectobiidae.

## Distribución
Esta especie se encuentra en China.